# Ритнер, Гюнтер
Гюнтер Ритнер (нем. Günter Rittner; 11 марта 1927, Бреслау, Силезия — 23 ноября 2020) — немецкий художник и график. Считается одним из наиболее значительных портретистов Германии XX—XXI веков. С портретов Людвига Эрхарда и Курта Георга Кизингера работы Гюнтера Ритнера в 1976 году началась история канцлерской галереи в Ведомстве федерального канцлера, основанной Гельмутом Шмидтом.

## Биография
Ещё в 6 лет Гюнтер нарисовал портреты бабушки и дедушки. В 1939 году он создавал портреты солдат и раненых в госпитале и в том же году начал обучение на вечерних курсах рисования в школе художественных ремёсел в Бреслу, где подружился с художником Ганс-Ульрихом Бухвальдом.
Первый автопортрет, написанный Ритнером масляными красками, завоевал первую премию на провинциальном конкурсе. Отец требовал, чтобы Гюнтер стал учителем рисования, но свободолюбивая натура художника не терпела чётко расписанного рабочего времени. В 1944 году Ритнера призвали на фронт, в 1945 году он оказался в плену у британцев, где сначала рисовал карандашом на туалетной бумаге других заключённых, затем охранников и в конце концов написал пастельный портрет коменданта лагеря, который впоследствии достал Ритнеру краски. После освобождения из плена в том же году Ритнер зарабатывал на учёбу на портретах служащих американских оккупационных властей. В 1948 году Ритнер обосновался в Мюнхене и до 1953 года учился в Мюнхенской академии художеств. Его преподавателями были профессора Йозеф Хиллербранд и Вальтер Тойч. Опыт, полученный на войне и в плену, смерть и страдания людей оставили глубокий след в творчестве Гюнтера Ритнера, образцами для подражания которому служили Эдвард Мунк, Эрнст Барлах, Кете Кольвиц, а также Поль Сезанн, Винсент Ван Гог, Гоген и Тулуз-Лотрек.
В 1953 году Ритнер стал свободным художником и в последующие годы предпринял несколько образовательных поездок во Францию, Великобританию и Италию, где создал многочисленные городские и сельские пейзажи. В 1966 году Ритнер впервые показал свои работы в Мюнхене на выставке в Германском театральном музее. Ритнер стал пользоваться успехом и получал серьёзные заказы от политиков, деятелей науки и предпринимателей. В 1974 году он написал портрет Людвига Эрхарда, в 1974 году — Курта Георга Кизингера. В 1975 году Ритнер написал портрет канцлера Вальтера Шееля, гонорар за который в размере 20 тыс. немецких марок он передал в Фонд Шееля. В 1978 году Ритнер путешествовал по Греции. В следующем году Ритнер участвовал в выставке в Кассельском художественном объединении. В 1980 году художник женился и переехал с семьёй на Мальорку, а позднее перебрался на остров Гран-Канария. В браке родился сын Корнелиус, но семья в конечном итоге распалась.